# 5757 Tichá
5757 Tichá este un asteroid din centura principală, descoperit pe 6 mai 1967, de Carlos Cesco și Arnold Klemola.